# پاسو روبلز (کالیفرنیا)
پاسو روبلز (به انگلیسی: Paso Robles) شهری در شهرستان سن لوییز اوبیسپو، کالیفرنیا ایالت کالیفرنیا است که در سرشماری سال ۲۰۱۰ میلادی، ۲۹۷۹۳ نفر جمعیت داشته است.

## نگارخانه

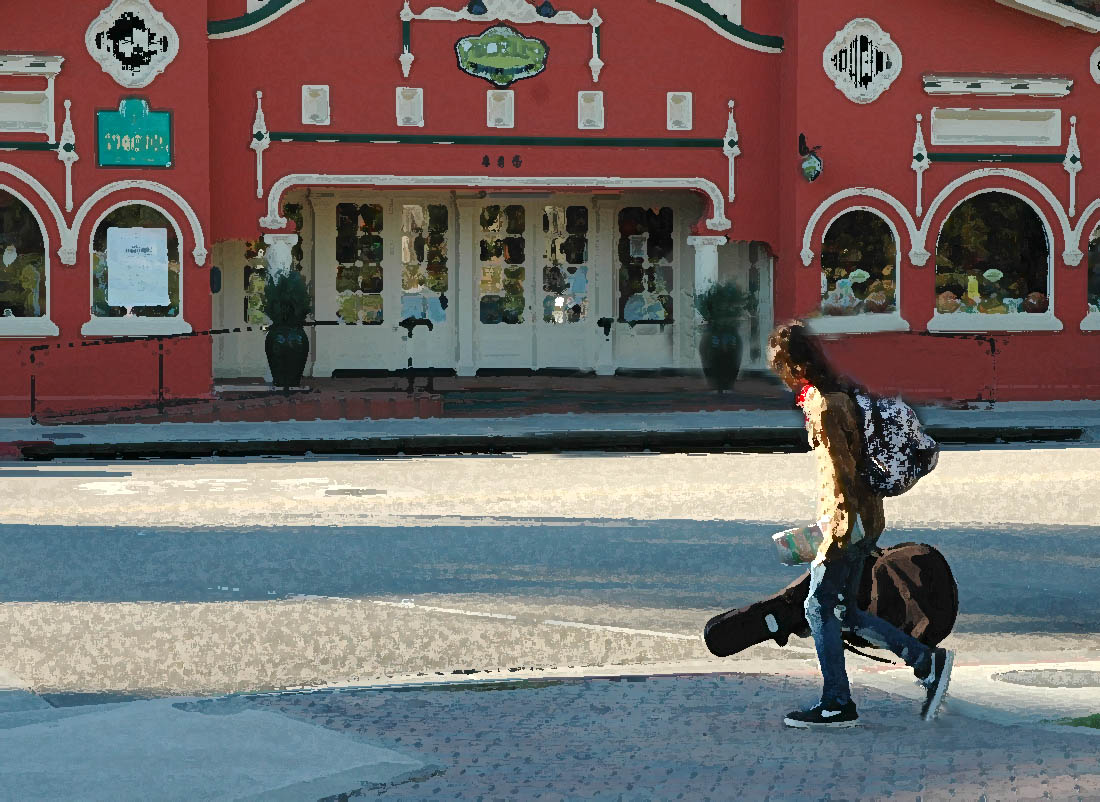
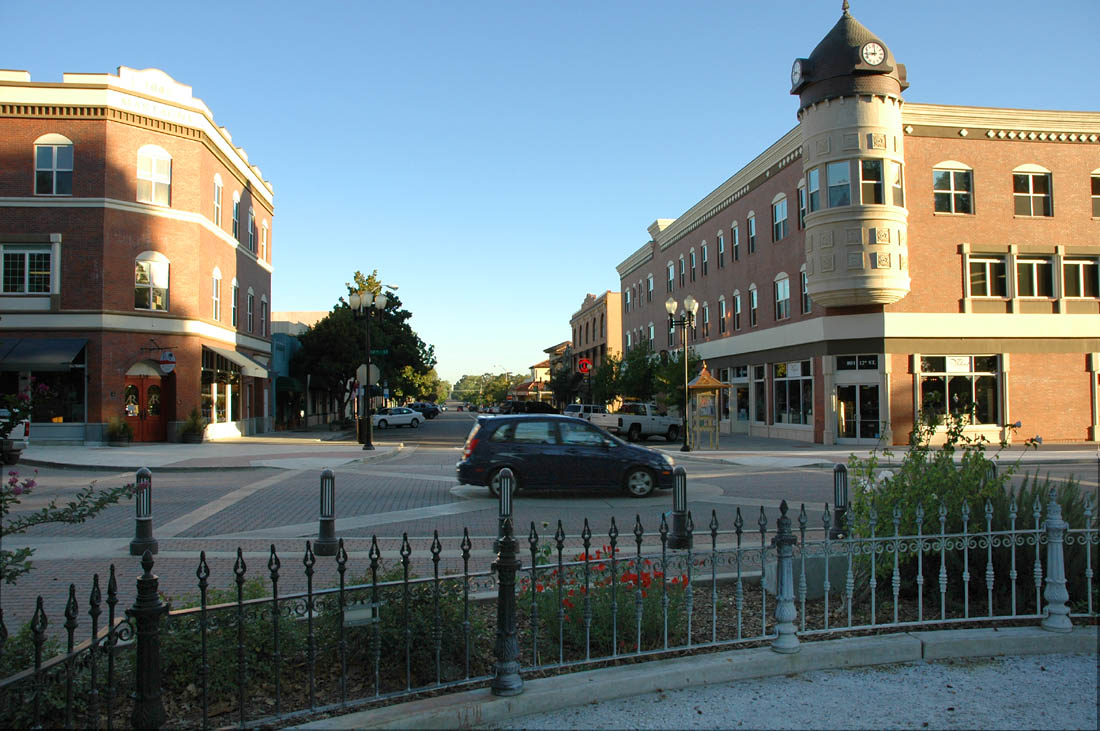
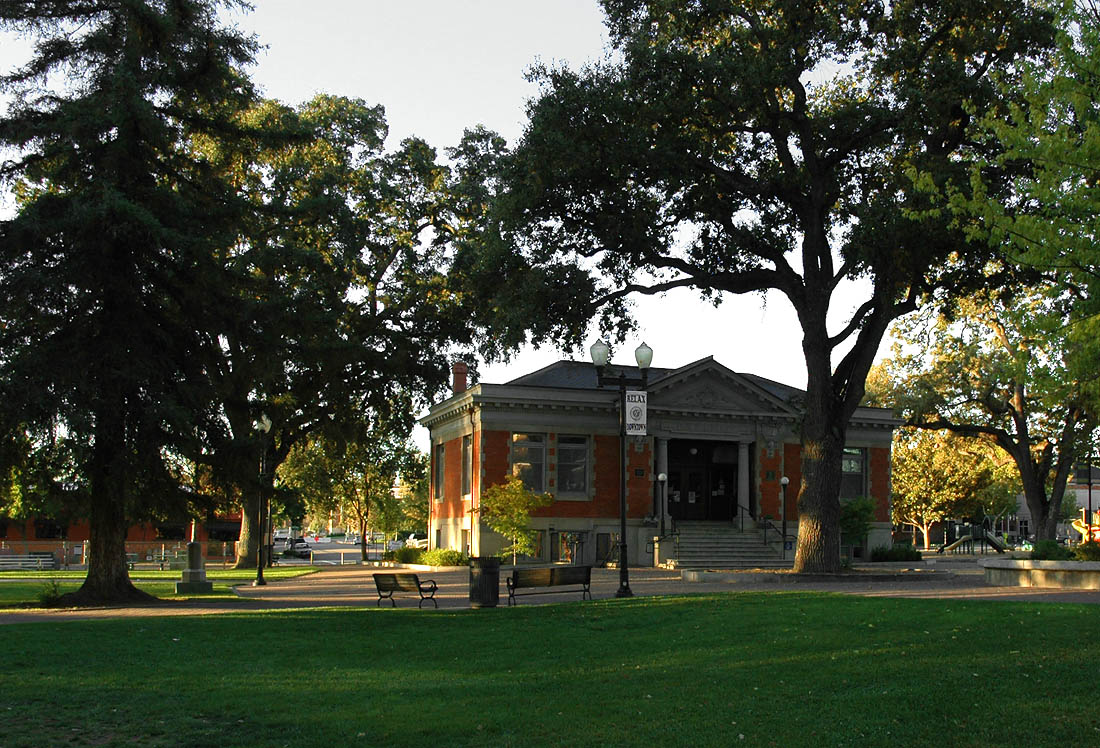